# Saintines
Saintines är en kommun i departementet Oise i regionen Hauts-de-France i norra Frankrike. Kommunen ligger i kantonen Crépy-en-Valois som tillhör arrondissementet Senlis. År 2022 hade Saintines 1 062 invånare.

## Befolkningsutveckling
Antalet invånare i kommunen Saintines
| Referens: INSEE |